# Ґрабувно
Ґрабувно (пол. Grabówno, нім. Grabau, 1943-45: Waldgrabau) — село в Польщі, у гміні Мястечко-Краєнське Пільського повіту Великопольського воєводства.
Населення — 510 осіб (2011).
У 1975-1998 роках село належало до Пільського воєводства.

## Демографія
Демографічна структура станом на 31 березня 2011 року:
|          | Загалом | Допрацездатний вік | Працездатний вік | Постпрацездатний вік |
| -------- | ------- | ------------------ | ---------------- | -------------------- |
| Чоловіки | 259     | 59                 | 176              | 24                   |
| Жінки    | 251     | 47                 | 150              | 54                   |
| Разом    | 510     | 106                | 326              | 78                   |